# Héros d'Israël
 (avril 2024).
La mise en forme du texte ne suit pas les recommandations de Wikipédia : il faut le « wikifier ».
Les points d'amélioration suivants sont les cas les plus fréquents. Le détail des points à revoir est peut-être précisé sur la page de discussion.
- Les titres sont pré-formatés par le logiciel. Ils ne sont ni en capitales, ni en gras.
- Le texte ne doit pas être écrit en capitales (les noms de famille non plus), ni en gras, ni en italique, ni en « petit »…
- Le gras n'est utilisé que pour surligner le titre de l'article dans l'introduction, une seule fois.
- L'italique est rarement utilisé : mots en langue étrangère, titres d'œuvres, noms de bateaux, etc.
- Les citations ne sont pas en italique mais en corps de texte normal. Elles sont entourées par des guillemets français : « et ».
- Les listes à puces sont à éviter, des paragraphes rédigés étant largement préférés. Les tableaux sont à réserver à la présentation de données structurées (résultats, etc.).
- Les appels de note de bas de page (petits chiffres en exposant, introduits par l'outil «  Source ») sont à placer entre la fin de phrase et le point final[comme ça].
- Les liens internes (vers d'autres articles de Wikipédia) sont à choisir avec parcimonie. Créez des liens vers des articles approfondissant le sujet. Les termes génériques sans rapport avec le sujet sont à éviter, ainsi que les répétitions de liens vers un même terme.
- Les liens externes sont à placer uniquement dans une section « Liens externes », à la fin de l'article. Ces liens sont à choisir avec parcimonie suivant les règles définies. Si un lien sert de source à l'article, son insertion dans le texte est à faire par les notes de bas de page.
- La présentation des références doit suivre les conventions bibliographiques. Il est recommandé d'utiliser les modèles {{Ouvrage}}, {{Chapitre}}, {{Article}}, {{Lien web}} et/ou {{Bibliographie}}. Le mode d'édition visuel peut mettre en forme automatiquement les références.
- Insérer une infobox (cadre d'informations à droite) n'est pas obligatoire pour parachever la mise en page.

Pour une aide détaillée, merci de consulter Aide:Wikification.
Si vous pensez que ces points ont été résolus, vous pouvez retirer ce bandeau et améliorer la mise en forme d'un autre article.
Le ruban du Héros d'Israël (hébreu : גיבור ישראל (Gibur Yisral)) était une décoration militaire israélienne décernée pendant la guerre d'indépendance. Elle sera remplacée par la Médaille de la bravoure, qui reste la plus haute décoration d'Israël. Seuls 12 rubans ont été décernés, ce qui en fait l'une des décorations les plus rares de l'histoire.

## Histoire

### Création de la décoration
Lors de la création de la Force de défense d'Israël en mai 1948, le système de décorations militaires n’était pas encore institué, mais de nombreux soldats s’étant distingués au combat étaient recommandés par leurs supérieurs pour des décorations. Sans aucune récompense existante, le commandement de l'armée a continué à recueillir ces recommandations, en même temps qu'il a commencé à organiser la thématique des récompenses et des décorations.
Le commandement de l'armée a créé un comité pour décider de la création d'un système de décoration et les premières propositions comprenaient au moins 7 niveaux de décoration différents. Un concours de création de médailles était également ouvert au public. Cependant, tous les projets soumis par des artistes en Israël et à l'étranger ont été rejetés par le comité Tsahal. Après plus d'un an, aucune décision n'a été prise et au milieu de 1949, il a été décidé, comme "solution temporaire", que 12 soldats seraient décorés comme représentants des différentes unités de la Force de défense israélienne pour s'être distingués au plus haut niveau d'héroïsme.

### Reçu

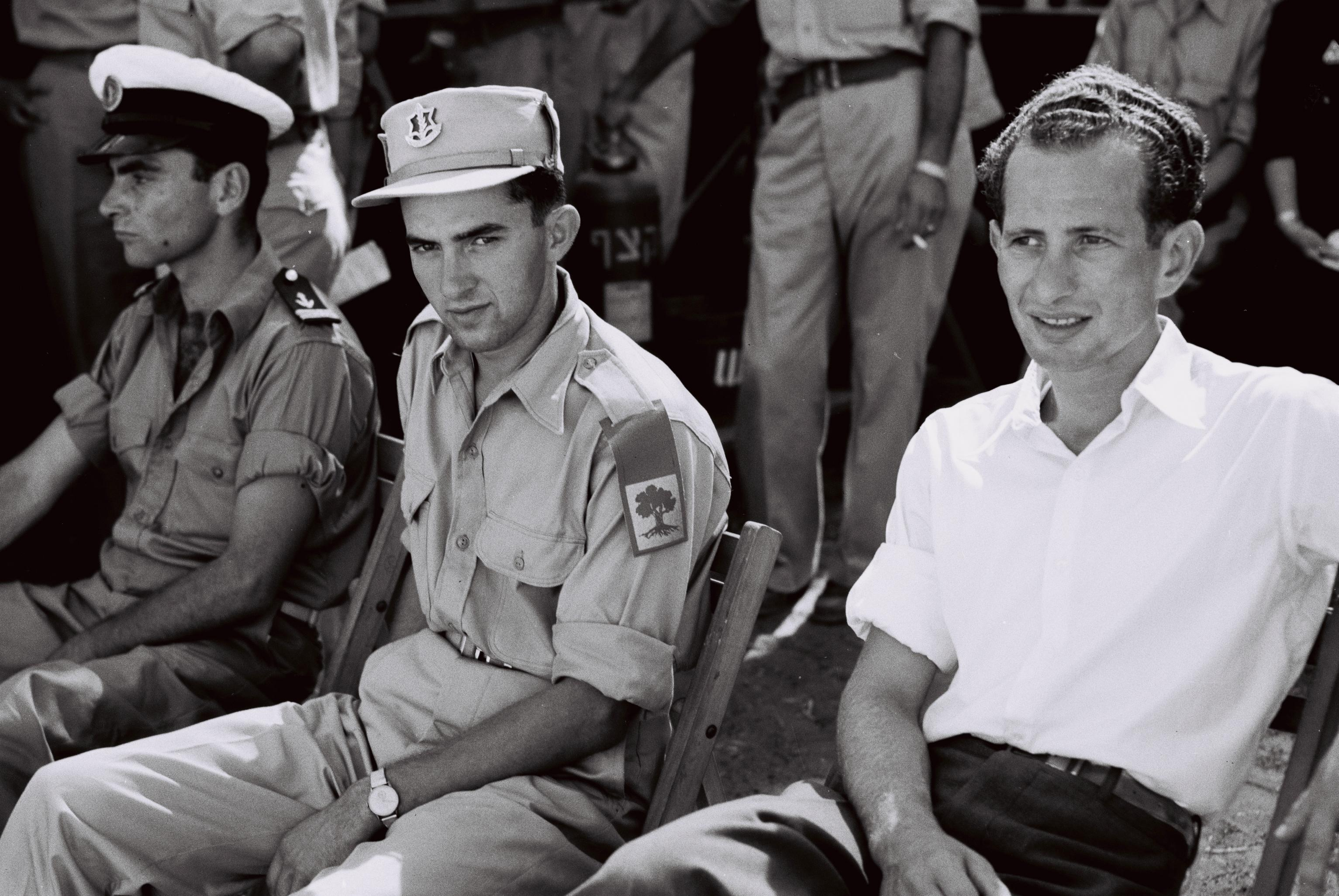
Yochai Bin-Nun, Aryeh Atzmoni et Emil Brig lors de la cérémonie de remise des prix, le 17 juillet 1949.

Le chiffre 12 symbolisait les douze tribus d'Israël, tandis que le titre de Héros d'Israël fait référence au titre de Héros de l'Union soviétique. L'État israélien nouvellement fondé était composé d'un grand nombre de Juifs d'Europe de l'Est et d'Union soviétique, ainsi que d'une forte tendance socialiste ; surtout dans le système des kibboutz. Le nouvel État entretenait de bonnes relations avec les Soviétiques, qui utilisaient l’État satellite de la Tchécoslovaquie comme intermédiaire pour les livraisons d’armes aux forces israéliennes pendant la guerre. La cérémonie de décoration a eu lieu le 17 juillet 1949, Jour de l'Armée et trois jours avant la signature du dernier accord de cessez-le-feu. À la suite d'un défilé militaire dans la capitale Tel Aviv, le président Chaim Weizmann, le Premier ministre David Ben Gourion et le chef d'État-Major du Tsahal, Yaakov Dori, ont décoré les récipiendaires ou remis la décoration aux proches de ceux dont la reconnaissance était posthume. Sur les 12 récipiendaires, 8 étaient vivants, les proches des quatre héros tombés au combat recevant la décoration en leur nom,.

### Décision finale

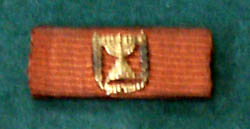
Exemple du ruban de la collection David Ben Gourion au musée du Tsahal à Tel Aviv.

Après la cérémonie des 12 décorations ci-dessus, les travaux sur un système complet de médailles se sont poursuivis. Un projet final de loi sur les médailles a été accepté par le gouvernement et transmis à la Knesset en 1950. Le législateur a rejeté la loi et, par conséquent, la « solution temporaire » des 12 rubans est devenue une question permanente, et personne d'autre n'a reçu la mention élogieuse ; Cette fois, le ruban du Héros d’Israël est devenu l’une des décorations les plus rares de l’histoire du monde. Même la loi sur les décorations de 1971 n’a pas rendu justice aux nombreux héros de la guerre d’indépendance. Pas une seule décoration ne leur a été décernée et des milliers de lettres de recommandation ont fini dans des cartons dans les archives du Tsahal.
Ce n'est qu'en janvier 1970 que la Knesset a adopté la loi sur les décorations dans les forces de défense israéliennes et qu'un comité a été créé pour définir les modalités et les règles d'attribution des décorations. En 1973, le gouvernement a accepté les recommandations du comité. La loi définissait trois types de décorations : la Médaille de la bravoure, la Médaille du Courage et la Médaille du mérite. La loi sur les décorations fait référence à des actes commis après le 4 juin 1967, mais aussi à des actes antérieurs auxquels a été donné le titre de « Héros d'Israël » ou la citation du chef d'état-major. Ces 256 citations ont été revues et la plupart d’entre elles ont été revalorisées vers l’une des 3 décorations.
Le ruban du Héros d'Israël a été remplacé par la Médaille de la bravoure, qui a été décernée rétroactivement à tous ceux qui ont reçu la décoration du Héros d'Israël, le ruban pouvant être utilisé comme barrette sur le ruban de la médaille.

## Description du ruban
La décoration est une ruban rouge avec un fermoir en forme des armoiries d'Israël en or. Il existe des différences de taille dans les rubans. Le ruban de la collection Ben Gourion au musée du Tsahal à Tel Aviv a un rapport longueur/largeur de 2,7 pour 1, tandis que celle d'Emil Brig a un rapport de 3,8 pour 1. La menorah entre deux branches d'olivier verticales est également différente dans les deux modèles.

## Titulaires
| Photo               | Nom                 | Grade                | Condition | Lieu de l'action            | Date d'action   | Notes |
| ------------------- | ------------------- | -------------------- | --------- | --------------------------- | --------------- | --- |
| Yair Racheli        | Yair Racheli        | Soldat               | Vivant    | Près de Shefa-'Amr          | 19 janvier 1948 | Décerné pour avoir détruit une position ennemie.                                                                                       |
| Emmanuel Landau     | Emmanuel Landau     | Soldat               | Posthume  | Kiryat-Motzkin              | 17 mars 1948    | Décerné pour avoir capturé un camion de ravitaillement ennemi. Sa sœur a reçu la distinction, étant la seule survivante de la famille. |
| Abraham Avigdorov   | Abraham Avigdorov   | Soldat               | Vivant    | Kiryat-Motzkin              | 17 mars 1948    | Décerné pour avoir détruit deux nids de mitrailleuses Bren.                                                                            |
| Zerubavel Horowitz  | Zerubavel Horowitz  | Sous-lieutenant      | Posthume  | Route vers Jérusalem        | 27 mars 1948    | Décerné pour avoir couvert la retraite de ses camarades lors d'une attaque ennemie.                                                    |
| Yizhar Armoni       | Yizhar Armoni       | Soldat               | Posthume  | Nabi Yusha                  | 20 avril 1948   | Décerné pour avoir couvert la retraite de ses camarades et l'évacuation des soldats blessés.                                           |
| Emil Brig           | Emil Brig           | Sergent              | Vivant    | Quartier du kibboutz Gesher | 14 mai 1948     | Décerné pour avoir fait sauter un pont et arreté ainsi l'avancée de l'ennemi.                                                          |
| Zvi Zibel           | Zvi Zibel           | Soldat               | Posthume  | Moshav de Ben Shemen        | 25 juin 1948    | Décerné pour avoir livré des fournitures au moshav assiégé de Ben Shemen sous le feu nourri de l'ennemi.                               |
| Ben-Zion Leitner    | Ben-Zion Leitner    | Soldat de 1re classe | Vivant    | Iraq Suwaydan               | 19 octobre 1948 | Décerné pour avoir détruit des bunkers ennemis lors des batailles du couloir de séparation.                                            |
| Aharon "Ron" Feller | Aharon "Ron" Feller | Sergent              | Vivant    | Qaratiyya                   | 19 juillet 1948 | Décerné pour avoir détruit un char ennemi avec un PIAT lors de la bataille de Qaratiyya.                                               |
| Yohai Ben-Nun       | Yohai Ben-Nun       | Capitaine            | Vivant    | Mer Méditerranée            | 22 octobre 1948 | Décerné pour avoir coulé le vaisseau amiral de la marine égyptienne.                                                                   |
| Siman-Tov Ganeh     | Siman-Tov Ganeh     | Soldat               | Vivant    | Iraq Suwaydan               | 9 novembre 1948 | Décerné d'avoir couvert la retraite de ses camarades malgré ses propres blessures.                                                     |
| Arieh Atzmoni       | Arieh Atzmoni       | Sergent-major        | Vivant    | Rafah                       | 4 novembre 1948 | Décerné pour avoir déplacé un véhicule bloquant les canons israéliens alors qu'il était sous le feu.                                   |